# Liste der Kulturdenkmale in Nitzschka (Wurzen)
Die Liste der Kulturdenkmale in Nitzschka (Wurzen) enthält die in der amtlichen Denkmalliste des Landesamtes für Denkmalpflege Sachsen ausgewiesenen Kulturdenkmale im Wurzener Ortsteil Nitzschka.

## Legende
- Bild: Bild des Kulturdenkmals, ggf. zusätzlich mit einem Link zu weiteren Fotos des Kulturdenkmals im Medienarchiv Wikimedia Commons. Wenn man auf das Kamerasymbol klickt, können Fotos zu Kulturdenkmalen aus dieser Liste hochgeladen werden:
- Bezeichnung: Denkmalgeschützte Objekte und ggf. Bauwerksname des Kulturdenkmals
- Lage: Straßenname und Hausnummer oder Flurstücknummer des Kulturdenkmals. Die Grundsortierung der Liste erfolgt nach dieser Adresse. Der Link (Karte) führt zu verschiedenen Kartendiensten mit der Position des Kulturdenkmals. Fehlt dieser Link, wurden die Koordinaten noch nicht eingetragen. Sind diese bekannt, können sie über ein Tool mit einer Kartenansicht einfach nachgetragen werden. In dieser Kartenansicht sind Kulturdenkmale ohne Koordinaten mit einem roten bzw. orangen Marker dargestellt und können durch Verschieben auf die richtige Position in der Karte mit Koordinaten versehen werden. Kulturdenkmale ohne Bild sind an einem blauen bzw. roten Marker erkennbar.
- Datierung: Baubeginn, Fertigstellung, Datum der Erstnennung oder grobe zeitliche Einordnung entsprechend des Eintrags in der sächsischen Denkmaldatenbank
- Beschreibung: Kurzcharakteristik des Kulturdenkmals entsprechend des Eintrags in der sächsischen Denkmaldatenbank, ggf. ergänzt durch die dort nur selten veröffentlichten Erfassungstexte oder zusätzliche Informationen
- ID: Vom Landesamt für Denkmalpflege Sachsen vergebene, das Kulturdenkmal eindeutig identifizierende Objekt-Nummer. Der Link führt zum PDF-Denkmaldokument des Landesamtes für Denkmalpflege Sachsen. Bei ehemaligen Kulturdenkmalen können die Objektnummern unbekannt sein und deshalb fehlen bzw. die Links von aus der Datenbank entfernten Objektnummern ins Leere führen. Ein ggf. vorhandenes Icon  führt zu den Angaben des Kulturdenkmals bei Wikidata.

## Nitzschka
| Bild           | Bezeichnung | Lage                        | Datierung           | Beschreibung | ID       |
| -------------- | --- | --------------------------- | ------------------- | --- | -------- |
| Weitere Bilder | Einzeldenkmal des Rittergutes Obernitzschka: Dorfkirche Nitzschka; Lucaskirche (Kirche (mit Ausstattung), Kirchhofsmauer und Grabmal (siehe auch Sachgesamtheitsliste – Obj. 09302792)) | Am Rittergut (Karte)        | 15. Jh. im Kern     | Kirche Nitzschka mit barockem Erscheinungsbild, ursprünglich baulich direkt mit dem Schloss des Rittergutes verbunden, baugeschichtlich, ortsgeschichtlich und ortsbildprägend von Bedeutung. - Chorturmkirche: verputzter Bruchsteinbau, Saalkirche mit Satteldach, Chorturm mit Strebepfeilern, oktogonaler Abschluss mit Haube, hohe Rundbogenfenster, an Nordseite Sakristeianbau, - Einfriedung: Bruchsteinmauer, teilweise auch als Stützmauer ausgebildet - Grabmal: Steinkreuz auf Findling sowie Grabplatte aus Sandstein mit folgender Inschrift: „Catharina/Freifrau von Welck/geborene/Freifrau von Schlieffen/geb. zu Berlin am XXXI DEC/MDCCCXXXVI heimgegangen/zu Obernitzschka am XVII JULI MDCCCLXXVI Welche der Geist Gottes treibt/die sind Gottes Kinder“, hinter dem Steinkreuz Esche (Fraxinus excelsior). | 08973679 |
| Weitere Bilder | Einzeldenkmal des Rittergutes Obernitzschka: Schlossruine Obernitzschka (Souterraingeschoss) – (siehe auch Sachgesamtheitsliste – Obj. 09302792) | Am Rittergut (Karte)        | 1704                | von historischer Bedeutung und von bauarchäologischem Interesse. Ruine: Bruchsteinmauerwerk, Mittelrisalit, Fenster- und Türgewände in Sandstein, Terrassenmauer in Zyklopenmauerwerk, Abdeckplatte und Reste der Brüstung in Sandstein. | 08973694 |
|                | Einzeldenkmale des Rittergutes Obernitzschka: Wirtschaftsgebäude, Einfriedung und Toranlage zum Wirtschaftshof eines Rittergutes sowie Damm (siehe auch Sachgesamtheitsliste – Obj. 09302792) | Am Rittergut 9; 11 (Karte)  | Ende 18. Jh.        | von bauhistorischer und wirtschaftsgeschichtlicher Bedeutung. Wirtschaftsgebäude 18. Jahrhundert: zwei- bzw. eingeschossiger verputzter Massivbau (Bruchstein), Mittelrisalit, Gesims, Fenster- und Türgewände größtenteils Sandstein, Mansarddach zum Teil Dachhecht und Satteldachgaube im Inneren: Säulen und Gewölbe, am 9. November 2007 zerstört ein Brand den Dachstuhl des sanierten Wirtschaftsgebäudes des 18. Jahrhunderts (wahrscheinlich Brandstiftung), Wirtschaftsgebäude 20. Jahrhundert: verputzter Massivbau (Ziegelstein), zum Teil verbretterte Fachwerkbauten, Walmdächer, Toranlage: mit Dachziegelabdeckung, ursprünglich besaß das mittlerer Zufahrtstor einen gemauerten Bogen, Einfriedung: Bruchsteinmauer aus Granit, teilweise verputzt, Damm: Reste einer Deichanlage nördlich des Gutsgartens, das Alter der auf dem Dammbauwerk befindlichen Bäume lässt vermuten, dass dieses vor mehr als 200 Jahren errichtet wurde. | 08973695 |
|                | Sachgesamtheit Rittergut Obernitzschka, mit folgenden Einzeldenkmalen: Schlossruine, Kirche, Kirchhofsmauer und Grabmal, Wirtschaftsgebäude, Einfriedung und Toranlage zum Wirtschaftshof eines Rittergutes sowie Damm (siehe auch Einzeldenkmalliste – Obj. 08973679, Obj. 08973694 und Obj. 08973695), außerdem Gutsgarten und Gutspark (Gartendenkmal), weiterhin mit den Sachgesamtheitsteilen: Kirchhof, Wirtschaftshof mit Hofpflasterung | Am Rittergut 9; 11 (Karte)  | 1704 (Schlossruine) | von baugeschichtlicher und ortshistorischer Bedeutung, ortsbildprägende Lage an der Mulde. Gutsgarten: durch teilweise verputzte Bruchsteinmauer eingefriedeter Garten südlich der Schlossruine, Gelände durch Stützmauern terrassiert, außerhalb des Gartens, an der Westmauer zwei prägenden Rosskastanien (Aesculus hipposastanum), Gutspark: nordwestlich der Schlossruine in Hanglage, landschaftliches Wegesystem mit hangparallel verlaufenden Wegen, von dort Blicke in die Flusslandschaft (heute teilweise durch Deichanlagen verstellt), prägenden Altgehölzbestand aus vor allem Stiel-Eiche (Quercus robur) und Berg-Ahorn (Acer pseudoplatanus). | 09302792 |
|                | Gasthaus | Neichener Straße 13 (Karte) | 2. Hälfte 19. Jh.   | einfach gegliederter Putzbau, von ortshistorischer Bedeutung. Gasthaus: zweigeschossiger verputzter Massivbau, Bruchsteinsockel, Sohlbänke der Fenster im Obergeschoss und Verdachung in Sandstein, originale Tür, großer Saalaufbau, Putzgesims, profilierte Putztraufe, Satteldach. | 08973696 |